# Königsberger Tiergarten

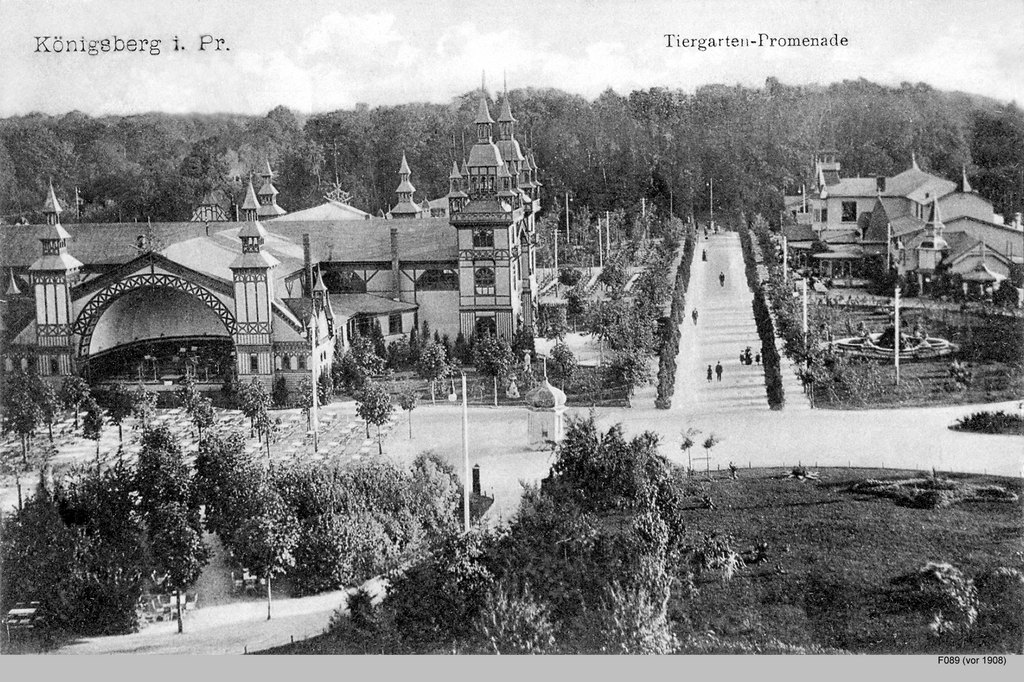
Tiergarten Promenade

Der Königsberger Tiergarten wurde 1896 in Königsberg i. Pr. eröffnet. Als Kaliningrader Zoo ist er einer der ältesten Tiergärten im heutigen Russland. Im jetzigen Zoo leben mehr als 2200 Tiere. Auf dem Gelände stehen viele Tierskulpturen. Auch einige Gebäude und Anlagen sowie eine Leuchtfontäne aus der deutschen Geschichte der Stadt sind erhalten geblieben.

## Geschichte

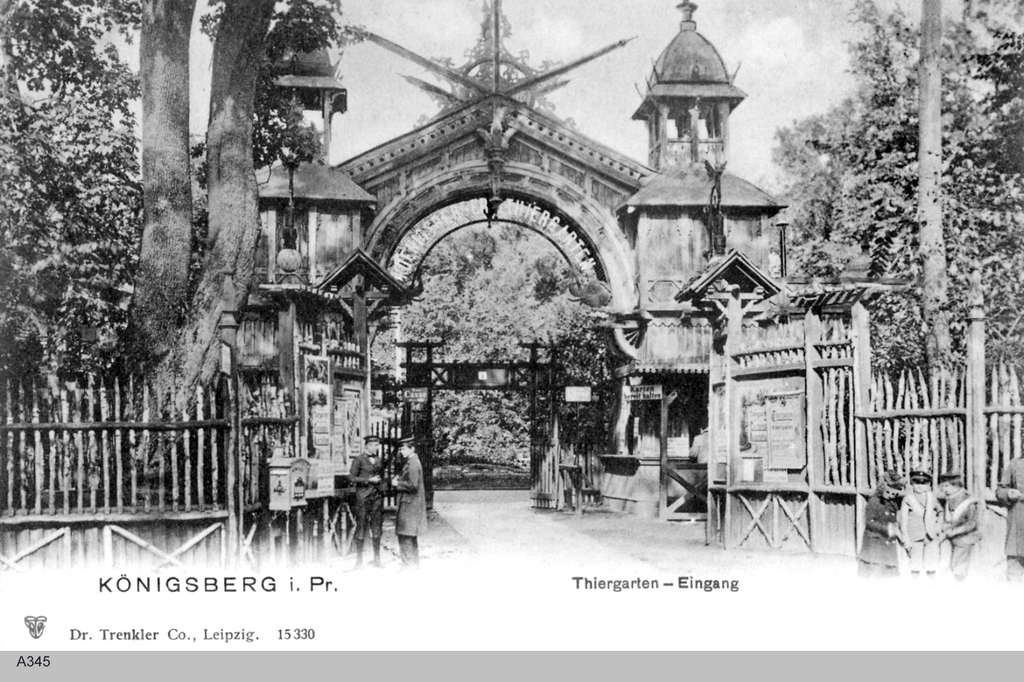
Eingang bis 1935

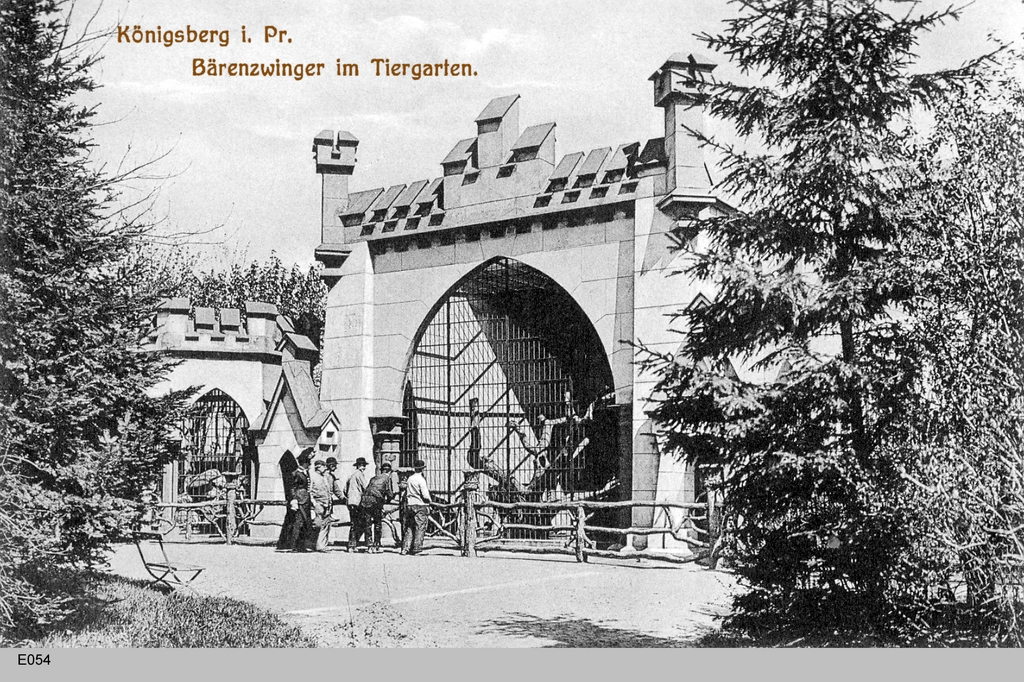
Bärenzwinger bis 1936

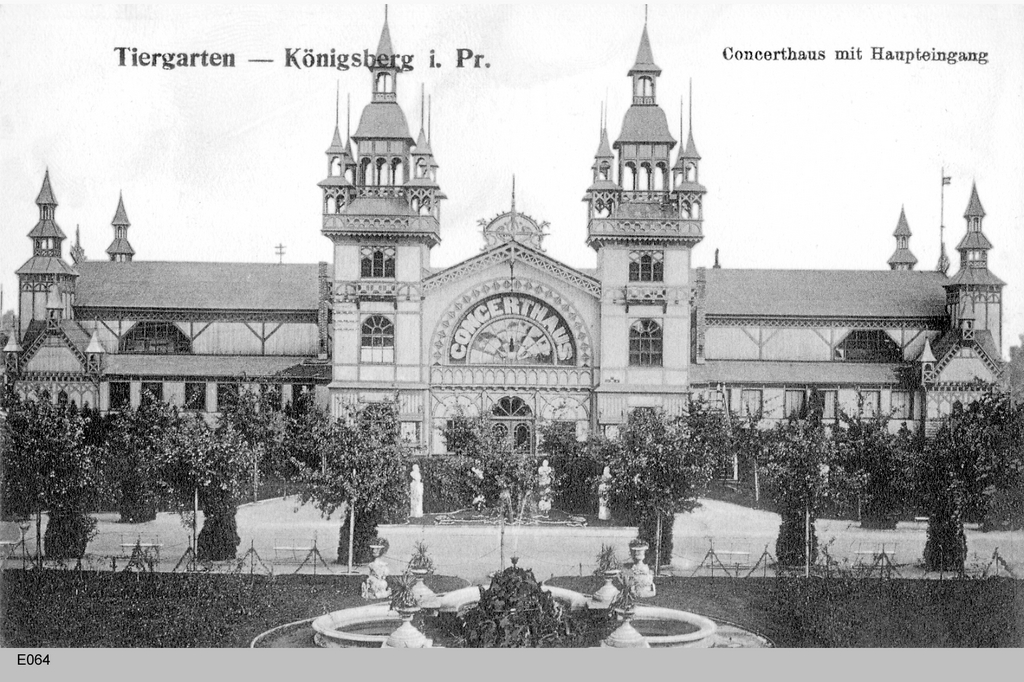
Concerthaus

Schon in den 1880er Jahren gab es Bestrebungen, einen zoologischen Garten in Königsberg zu eröffnen, diese Idee konnte jedoch wegen fehlender Mittel nicht verwirklicht werden. Im Jahre 1895 fand im Hufenpark nahe der Stadt die Nordostdeutsche Gewerbeausstellung statt. Auf Initiative des Leiters der Gewerbeausstellung, Hermann Claaß, und des Leiters des zoologischen Instituts der Albertus-Universität Königsberg, Max Braun, wurde am 28. August ein Verein zur Schaffung eines Tiergartens gegründet. Die Öffentlichkeit unterstützte die Idee, mit den angesammelten Spenden konnte der Verein einige Gebäude der Gewerbeausstellung nach deren Ende kaufen. Die Gebäude wurden für den neuen Zweck umgebaut, neue Anlagen wurden erstellt. Die meisten Tiere wurden von der Tierhandlung Hagenbeck in Hamburg erworben. Am 21. Mai 1896 wurde der Königsberger Tiergarten feierlich eröffnet. 893 Tiere in 262 Arten konnten besichtigt werden. Es gab schon einige große Tiere: Löwen, Tiger, einen Leoparden, einen Puma, einen Bären, einen Elefanten, ein Dromedar und ein Känguru.
Der Tiergarten wurde nicht vom preußischen Staat unterstützt; um die benötigten Mittel zu beschaffen, wurden den Besuchern zahlreiche Vergnügungsveranstaltungen angeboten: exotische Ausstellungen, regelmäßige Musikkonzerte, täglich spielte ein Blasorchester. Darüber hinaus gab es ein Restaurant, ein Weinlokal, zwei Bier-Pavillons, ein Milchkurhaus, eine Konditorei, außerdem zehn Tennisplätze. 1898 bot der Zoo eine ungewöhnliche Attraktion an: Für 3 Mark konnte man mit einem Fesselballon bis zu einer Höhe von 300 Metern aufsteigen. Zum Vergleich: 1910 kostete eine Tageskarte für den Zoo 50 Pfennig für Erwachsene, 20 Pfennig für Kinder. Mit den Einnahmen konnten neue Tiere angekauft werden. 1910 besaß der Zoo 2.161 Tiere, diese Rekordzahl konnte fast 100 Jahre lang nicht überboten werden.
Mit dem Ersten Weltkrieg begannen schwierige Zeiten für den Zoo, alle verfügbaren Räume wurden vom Militär benutzt. Ein großer Teil des Personals musste Kriegsdienst leisten, der Tiergarten wurde für den öffentlichen Besuch geschlossen. Wegen der Futterknappheit musste der Tierbestand drastisch vermindert werden: Einheimische Vögel und Kleintiere wurden in Freiheit gesetzt, einige Großtiere abgeschossen.
Im Jahr 1918 wurde der Tiergarten wieder geöffnet. In den 1920er Jahren erholte sich der Tierbestand wegen der wirtschaftlichen Probleme der Inflationszeit nur langsam, 1920 gab es 380 Tiere, 1924 700 Tiere in 200 Arten. 1920 wurde im Tiergarten die erste Deutsche Ostmesse abgehalten und von Reichspräsident Friedrich Ebert eröffnet (1922 wurde die DOK in die eigens dafür gebauten Anlagen am Hansaring verlegt).
In den 1930er Jahren musste der Zoo wegen Raumnot umgebaut werden. Aus dieser Zeit blieben bis heute das Eingangsgebäude im Stil des Neuen Bauens sowie die Bärenfreianlage und einige andere Bauten erhalten. 1939 wurde der Zoo Eigentum der Stadt Königsberg und der Tiergarten-Verein aufgelöst. Der Ausbau des Tiergartens konnte aber wegen des Zweiten Weltkriegs nicht fertiggestellt werden.
Der letzte Leiter des Königsberger Zoos, Hans-Georg Thienemann, Sohn des bedeutenden Ornithologen Johannes Thienemann, konnte nach dem Krieg mit einer großen Zahl von Mitarbeitern seine Arbeit im Zoo Duisburg fortsetzen.
Bei der Einnahme der Stadt Königsberg durch die Rote Armee im April 1945 wurden viele Gebäude und Anlagen beschädigt oder zerstört. Nur wenige Tiere hatten den Zweiten Weltkrieg überlebt: darunter ein Damhirsch, ein Europäischer Dachs, ein Hausesel und ein Flusspferd. Das Flusspferd "Hans", das 1930 aus dem Wiener Schönbrunn Tiergarten nach Königsberg kam, hatte bei Kämpfen einige Granatsplitter abbekommen und war in einen Graben  gestürzt. Die Soldaten der Roten Armee fanden das Tier, es war in einem kläglichen Zustand, da es nichts zu trinken und zu fressen bekommen hatte. Ein Militärarzt, Zoo-Techniker von Beruf, Wladimir Polonski wurde abkommandiert, um das Flusspferd zu pflegen und zu heilen. Nach zwei Monaten medizinischer Behandlung war Hans wieder gesund und somit das erste Großtier des neuen Kaliningrader Zoos.
Seit der Umbenennung Königsbergs in Kaliningrad, trägt der Zoo seinen heutigen Namen – Kaliningrader Zoo.

## Freilichtmuseum
Auf Initiative des Landeskonservators entstand 1912 im Tiergarten das Ostpreußische Heimatmuseum, das erste deutsche Freilichtmuseum. Es umfasste eine Windmühle, einen Backofen, eine Dorfkirche und Bauernhäuser aller in Ostpreußen vorkommenden Bauformen. Da die Freigrabenschlucht für nötige Erweiterungen zu eng war, musste das Museum 1938–1942 auf den Hexenberg nördlich von Hohenstein verlegt werden. Dort ist es als Museum für volkstümliche Baukunst noch vorhanden.

## Der Tiergarten heute

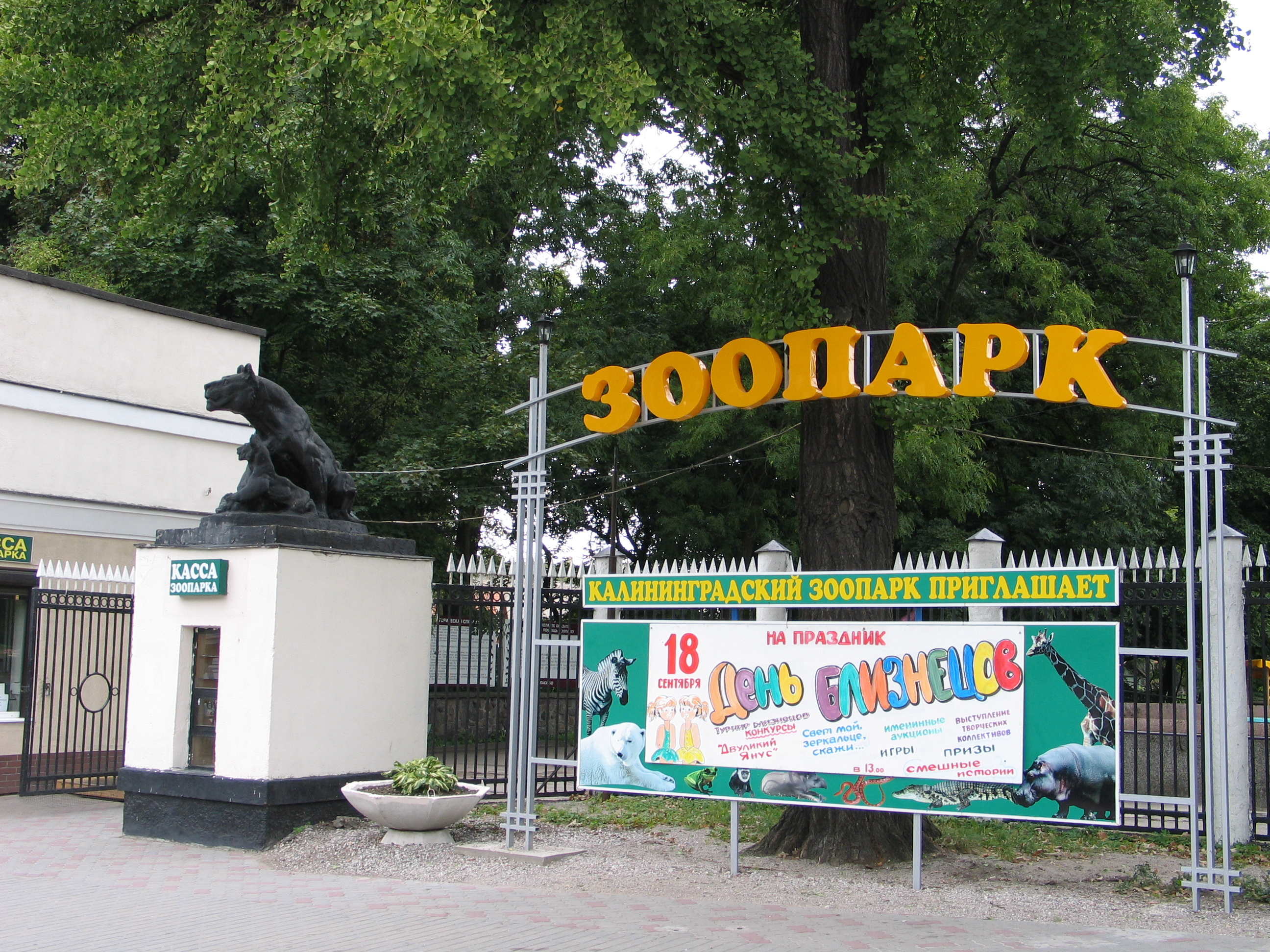
Eingang in den 2000er Jahren

Der Zoo funktionierte nach dem Krieg als eine Unterabteilung des städtischen Kulturparks. Am 27. Mai 1947 wurde dem Kaliningrader Zoo der selbständige Status zuerkannt. In den ersten Nachkriegsjahren konnten 50 Tierarten besichtigt werden, der Tierbestand konnte mit Hilfe anderer Zoos der Sowjetunion schnell erweitert werden. Auch Seeleute der Kaliningrader Fischereiflottilie brachten viele exotische Tiere mit und schenkten sie dem Zoo. 1973 wurde die Institution der Patenschaft eingeführt: Mit Hilfe verschiedener Organisationen und Betriebe der Stadt wurden in den nächsten Jahren mehr als 130 Anlagen und Gebäude neu erstellt und renoviert, Staudämme und Brücken über den Hufener Freigraben gebaut, Wege, Strom-, Wasser- und Kanalisationsleitungen angelegt. Aus dem Jahr 1982 stammt ein Kinderspielplatz mit bunten Holzbauten. Zwei Gruppen von Tierskulpturen auf den Eingangsgebäuden sowie die Tiergestalten "Löwe mit der Beute" und "Löwin mit den Jungen" wurden in den 1950er Jahren aufgestellt, im Jahr 2019 aufwendig rekonstruiert, aus Bronze gegossen und neu aufgestellt.
Der 16,5 ha große Tierpark ist gleichzeitig ein Arboretum mit exotischen Bäumen und Sträuchern. Am Parkeingang steht ein Ginkgo, ein lebendes Fossil. Bären- und Löwen-Freianlagen, Adlervoliere, Bärenfreianlage, Seetieranlage mit Außenbecken sind einige wenige erhaltene Vorkriegsbauten. Auch die historische große Fontäne wurde im Jahr 2018 generalüberholt und wieder in Betrieb genommen. Mit einem bis zu 12–15 m hohen Wasserstrahl ist sie eine der größten Fontänen Kaliningrads. Erhalten geblieben ist auch das 1911 gebaute neobarocke Gesellschaftshaus. Das vom Königsberger Architekten Otto Walter Kuckuck entworfene Gebäude mit zwei Geschossen, Palmensaal und Terrassen wurde nach dem Zweiten Weltkrieg umgebaut und dient als Direktionsgebäude mit Konferenzsaal und Bibliothek.
Unweit der Hauptallee steht eine bronzene Figur zu Ehren des ersten Zooleiters Hermann Claaß. Die Skulptur wurde von Walter Rosenberg geschaffen und zeigt einen Knaben, der einen Panther und zwei seiner Jungen füttert. Diese Skulptur wurde am 14. Juni 1913 enthüllt und galt nach dem Zweiten Weltkrieg lange Zeit als verschollen. Erst 1990 wurde sie aufgefunden, restauriert und auf ihren Sockel gestellt. Im Tiergarten gibt es auch andere steinerne und bronzene Tierskulpturen. Der Zoo ist heute wie vor 100 Jahren eine beliebte Erholungsstätte.
Der Kaliningrader Zoo ist Mitglied der Euroasiatischen regionalen Assoziation von Tiergärten und Aquarien und nimmt an vielen internationalen Projekten zur Erhaltung und Zucht bedrohter Tierarten teil. Dem Zoo ist es unter anderem gelungen, Nachwuchs von folgenden Tieren zu bekommen: Schneeleopard, Zebra, Flachlandtapir, Gänsegeier. Im Jahre 2021 gab es im Zoo etwa 1999 Tiere in 266 Arten.
Um den Zoo weiter zu modernisieren, wird ein kompletter Umbau erwogen. Da die erhaltenen historischen Gehege und Bauten den Erfordernissen zeitgemäßer Tierhaltung nicht mehr genügen, muss entschieden werden, ob sie abgerissen oder anders genutzt werden. Gleichzeitig sollen Schautafeln, die Geschichten aus dem Königsberger Tiergarten erzählen, an das deutsche Erbe erinnern.